# Campoamor (Alacant)
Campoamor (en valencià i en complet desús Campamor) és un barri de la ciutat d'Alacant a l'Alacantí (País Valencià). Limita al nord amb els barris d'Altossano i els Àngels; a l'est amb els barris de les Carolines Altes, les Carolines Baixes i Sant Antoni; al sud amb el barri del Mercat; i a l'oest amb el Polígon de Sant Blai i el barri de Sant Blai - Sant Doménec. Segons el cens de 2006, té 12.576 habitants (5.980 homes i 6.596 dones).